# Petite rivière Pierriche
Pour les articles homonymes, voir Pierriche.
La Petite rivière Pierriche est un tributaire de la rive gauche de la rivière Saint-Maurice, coulant d'abord vers le sud dans le territoire non organisé du Lac-Ashuapmushuan, dans la municipalité régionale de comté (MRC) Le Domaine-du-Roy (segment nord), dans la région administrative du Saguenay-Lac-Saint-Jean ; puis dans le territoire de La Tuque (segment sud), en Mauricie, au Québec, au Canada.

## Géographie
Les bassins versants voisins de la Petite rivière Pierriche sont :
- côté nord : rivière Bonhomme
- côté est : Lac du Chevreuil, rivière Trenche ;
- côté sud : réservoir Blanc, rivière Saint-Maurice ;
- côté ouest : rivière Pierriche.

Le bassin versant de la Petite rivière Pierriche est situé entre celui de la rivière Pierriche du côté ouest et celui de la rivière Trenche du côté est. Le cours de la Petite rivière Pierriche traverse successivement les cantons de Pain et de Cadieux.

### Cours supérieur
Le lac en Biseau (longueur : 1,2 km ; altitude : 377 m), situé dans le territoire non organisé du Lac-Ashuapmushuan, dans la MRC Le Domaine-du-Roy, constitue la tête de la Petite rivière Pierriche. Ce lac est situé du côté ouest du lac Canard (altitude : 365 m).
À partir du lac de tête, le courant coule sur 1,4 km vers le sud jusqu'au lac Grenon (altitude : 366 m) que le courant traverse sur 0,8 km vers le sud-est. Puis le courant coule sur 5,3 km vers l'est pour rejoindre la décharche du lac Bambou (altitude : 344 m), lequel reçoit les eaux du lac Canard. La rivière coule ensuite vers le sud sur 8,0 km jusqu'à un petit lac sans nom (altitude : 314 m). Puis la rivière poursuit son cours sur 1,6 km jusqu'à la rive nord du lac Pierriche (longueur : 2,1 km dans le sens nord-sud ; altitude : 311 m). Son embouchure qui se déverse dans la Petite rivière Pierriche est située à l'extrême sud du lac.

### Cours inférieur
À partir de l'embouchure du lac Pierriche, la Petite rivière Pierriche coule sur 13,8 km vers le sud jusqu'à son embouchure. Dans son cours inférieur, la rivière recueille les eaux du ruisseau Sabot qui constitue la décharge du lac Ministic, lequel coule vers l'est.
La Petite rivière Pierriche coule entièrement en milieu forestier sur environ 33 km, d'abord vers le sud jusqu'au chemin forestier, puis vers le sud-ouest jusqu'à son embouchure dans la baie (longue de 1,0 km) de la Petite rivière Pierriche. Cette baie est située dans un coude du Réservoir Blanc lequel est formé artificiellement par la Centrale de Rapide-Blanc.
L'embouchure de la Petite rivière Pierriche est située à 11,8 km en aval de celle de la Rivière Pierriche et 12 km en amont de la Rapide-Blanc.

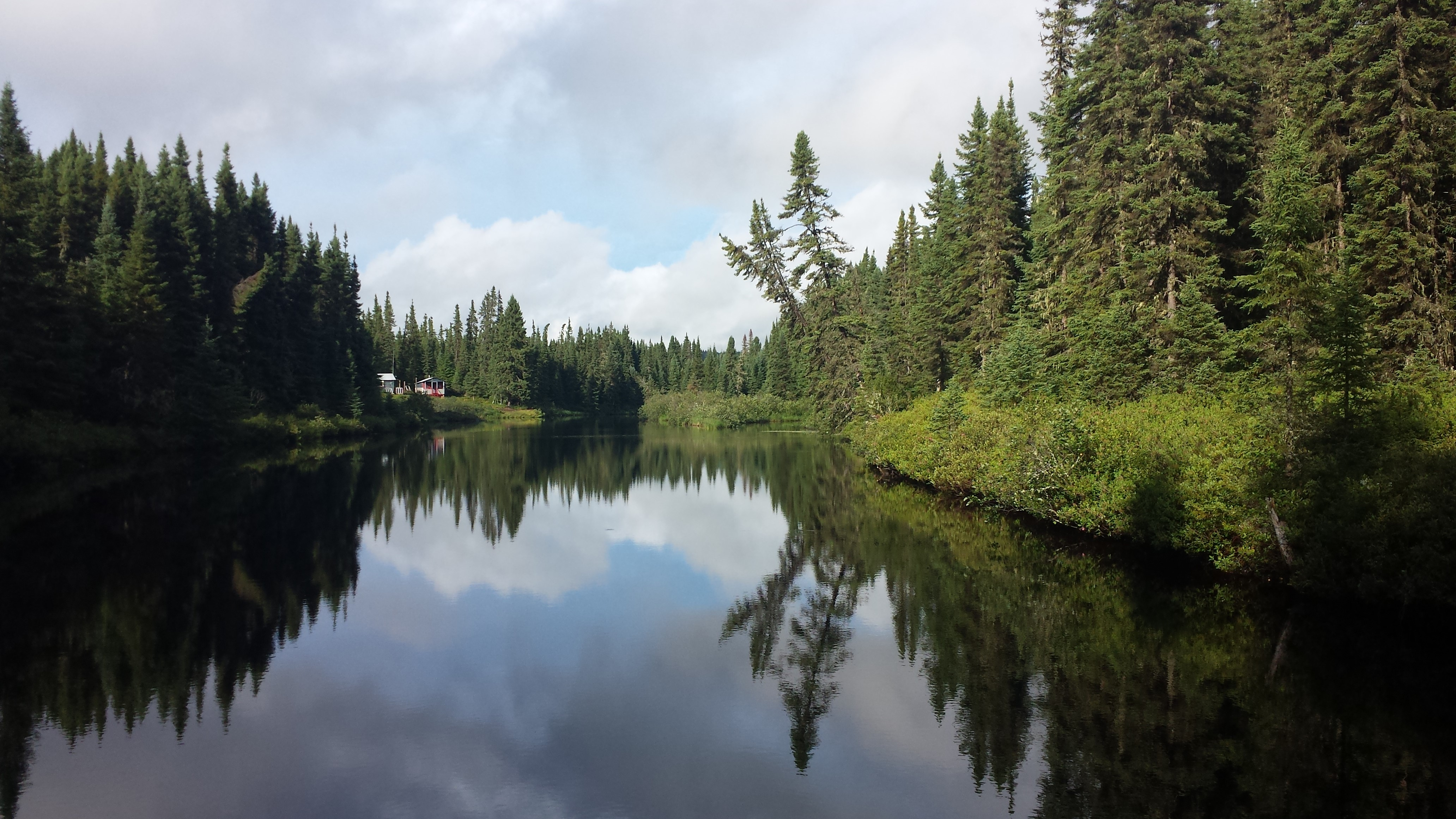
Petite rivière Pierriche à un km avant sa confluence

## Toponymie
Le lac Pierriche, la rivière Pierriche et la petite rivière Pierriche partagent le même origine.
Le toponyme Petite rivière Pierriche a été inscrit le 5 décembre 1968 à la Banque des noms de lieux de la Commission de toponymie du Québec.